# Rodney Smith (Ringer)

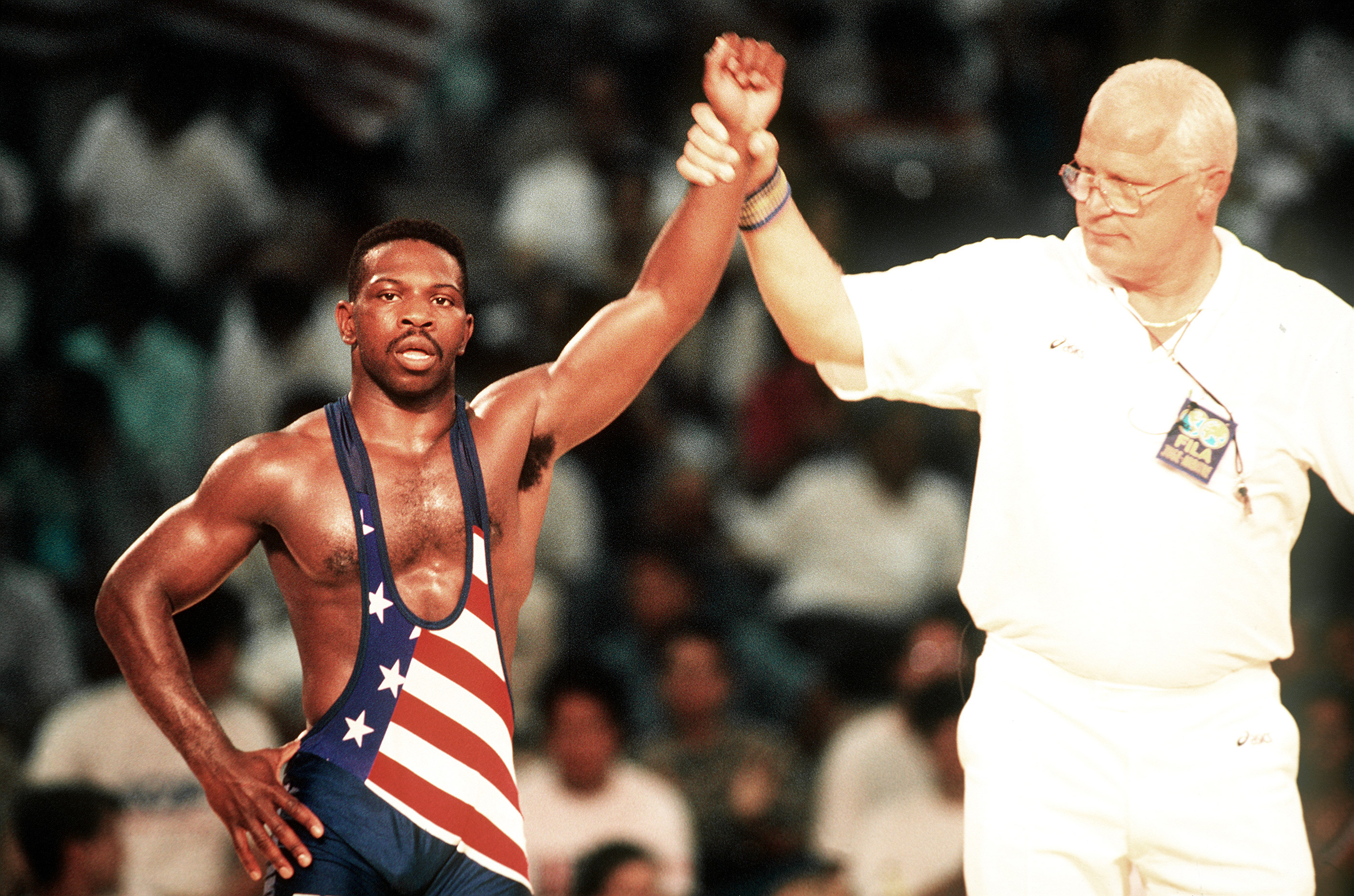
Rodney Smith, 1992

Rodney Stacy Smith (* 13. April 1966 in Washington, D.C., Vereinigte Staaten) ist ein ehemaliger Ringer aus den Vereinigten Staaten. Er gewann bei den Olympischen Spielen 1992 in Barcelona eine Bronzemedaille im griechisch-römischen Stil im Leichtgewicht.

## Werdegang
Rodney Smith besuchte die Springfield Roger L. Putnam High School. Er war dort Mitglied des Football Teams. Ein Ringertrainer dieser High School, Bill Borecki, erkannte das Talent von Rodney Smith für das Ringen und brachte ihn zum Ringen, wo er bald Mitglied des Ringerteams wurde. Nach seiner High-School-Zeit studierte Rodney Smith am Western New England College. In dieser Zeit hielten sich seine ringerischen Erfolge noch in Grenzen. 1988 belegte er bei den NCAA Div. III Championships im Leichtgewicht m freien Stil den 5. Platz.
1988 trat er in die US-Army ein und wurde dort im Armed Forces World Class Programm gefördert, wobei er sich auf den griechisch-römischen Stil konzentrierte. Stationiert war er in Fort Benning. 1990 belegte er bei der US-amerikanischen Meisterschaft im Leichtgewicht den 4. Platz. 1991 kämpfte er sich auf nationaler Ebene weiter nach vorne. Er wurde in diesem Jahr Dritter bei der Armee-Meisterschaft, Dritter bei der US-amerikanischen Meisterschaft und belegte bei der Weltmeisterschafts-Ausscheidung (Trials) ebenfalls den 3. Platz.
1992 wurde er Armeemeister und erstmals auch US-amerikanischer Meister im Leichtgewicht. Anschließend qualifizierte er sich bei den US-Olympia-Trials für die Teilnahme an den Olympischen Spielen in Barcelona. Der Start bei diesen Olympischen Spielen war sein erster Start bei einer internationalen Meisterschaft. In Barcelona besiegte er im Leichtgewicht Pedro Villuela, Spanien, Matwai Baranow, Israel und Douglas Yeats aus Kanada. Dann verlor er gegen Attila Repka aus Ungarn, sicherte sich danach aber mit Siegen über Ghani Yalouz aus Frankreich und Cecilio Rodriguez aus Kuba eine olympische Bronzemedaille.
1994 belegte Rodney Smith bei der US-amerikanischen Meisterschaft den 2. Platz kam auch bei der Panamerikanischen Meisterschaft 1994 in Mexiko-Stadt im Leichtgewicht hinter Liubal Colas Oris aus Kuba auf den 2. Platz. Für die Teilnahme an der Weltmeisterschaft konnte er sich nicht qualifizieren.
1995 wurde Rodney Smith wieder Armeemeister. Bei der US-amerikanischen Meisterschaft und bei der WM-Ausscheidung belegte er jeweils den 6. Platz im Leichtgewicht. Erfolgreicher war er bei den Welt-Militär-Spielen, die in Rom stattfanden. Er belegte im Leichtgewicht hinter Alexander Tretjakow, Russland und vor Adam Juretzko, Deutschland und Mecnun Guler aus der Türkei den 2. Platz.
Im Jahre 1996 wurde er noch einmal US-amerikanischer Meister und konnte sich auch zum zweiten Mal für die Teilnahme an Olympischen Spielen qualifizieren. Bei diesen Olympischen Spielen, die in Atlanta stattfanden, startete er wieder im Leichtgewicht. Er besiegte dort Jose Hubert Escobar aus Kolumbien und Yalcin Karapinar aus der Türkei. Dann verlor er gegen Grigori Puljajew aus Usbekistan und gegen Liubal Colas Oris. Er kam damit auf den 9. Platz.
Danach beendete er seine Ringerlaufbahn.

## Internationale Erfolge
| Jahr | Platz  | Wettbewerb                                     | Gewichtsklasse | Ergebnisse |
| 1991 | 8.     | Concord-Cup in Concord                         | Leicht         | |
| 1992 | Bronze | OS in Barcelona                                | Leicht         | nach Siegen über Pedro Villuela, Spanien, Matwai Baranow, Israel und Douglas Yeats, Kanade, einer Niederlage gegen Attila Repka, Ungarn und Siegen über Ghani Yalouz, Frankreich und Cecilio Rodriguez, Kuba |
| 1992 | 3.     | Welt-Cup in Besançon                           | Leicht         | hinter Zachrab Abassow, Russland und Rudolfo Fuentes Rodriguez, Kuba |
| 1994 | 2.     | Panamerikanische Meisterschaft in Mexiko-Stadt | Leicht         | hinter Liubal Colas Oris, Kuba, vor Jose Alberto Diaz, Venezuela und Jose Ruben G. Olvera, Mexiko |
| 1994 | 6.     | Concord-Cup in Concord                         | Welter         | Sieger: Galust Abramjan, Armenien |
| 1995 | 2.     | Welt-Militär-Spiele in Rom                     | Leicht         | hinter Alexander Tretjakow, Russland, vor Adam Juretzko, Deutschland und Mecnun Guler, Türkei |
| 1996 | 3.     | Akropolis-Grand-Prix in Athen                  | Leicht         | |
| 1996 | 9.     | OS in Atlanta                                  | Leicht         | nach Siegen über Jose Hubert Escobar, Kolumbien und Yalcin Karapinar, Türkei und Niederlagen gegen Grigori Puljajew, Usbekistan und Liubal Colas Oris                                                        |

Erläuterungen
- alle Wettbewerbe im griechisch-römischen Stil
- OS = olympische Spiele, WM = Weltmeisterschaft
- NCAA = US-amerikanischer Hochschul-Sportverband
- Leichtgewicht, damals bis 68 kg, Weltergewicht bis 74 kg Körpergewicht